# Manuel, o Armênio
Manuel, o Armênio (português brasileiro) ou Manuel, o Arménio (português europeu) foi um proeminente general bizantino de origem armênia, ativo de c. 810 até sua morte em 838. Após alcançar os mais altos postos militares, uma conspiração palaciana forçou-o a procurar refúgio na corte abássida em 829. Retornou ao serviço bizantino no ano seguinte, recebendo a posição de doméstico das escolas.
De acordo com um relato, morreu em 27 de julho de 838 de feridas recebidas quando evitou que o imperador Teófilo (r. 829–842) fosse capturado durante a batalha de Anzen. Contudo, algumas crônicas registram que estaria vivo depois desta data, tendo morrido em algum momento em torno de 860. Sua sobrinha, Teodora, tornou-se a imperatriz de Teófilo e governou como regente por muitos anos após a morte de Teófilo.

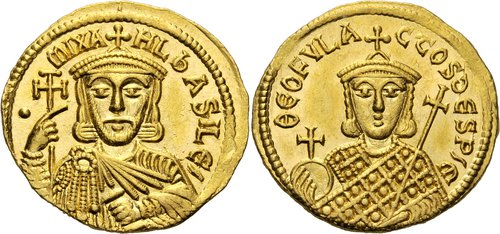
Soldo de r. e seu coimperador Teofilacto

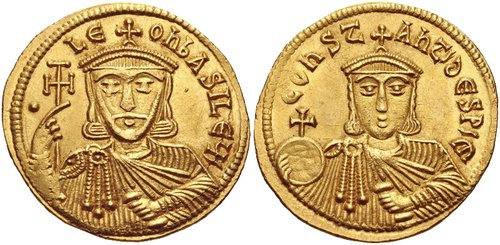
Soldo de r.

## Biografia
Manuel era de origem armênia e irmão de Marino, o pai da futura imperatriz bizantina Teodora. Manuel aparece pela primeira vez no reinado de Miguel I Rangabe (r. 811–813), quando manteve o posto de protoestrator (chefe dos estábulos imperiais). É provável que fosse muito jovem nesta época, talvez na casa dos vinte anos. Embora tenha incitado Miguel a enfrentar Leão V, o Armênio (r. 813–820), após a deposição de Miguel por Leão, Manuel foi obteve o título de patrício e promovido ao posto de estratego do Tema Armeníaco. Este último posto era o mais elevado entre todos os comandantes militares e governadores temáticos do Império Bizantino, tendo sido ocupado pelo próprio Leão antes de sua ascensão.
De acordo com os historiadores John B. Bury e Warren Treadgold, no começo de 819 e por cerca de um ano, o imperador parece ter nomeado Manuel para o posto excepcional de monoestratego ("general único") de cinco temas terrestres da Ásia Menor, mas aparentemente esta concentração incomum de autoridade de comando destinava-se mais a reforçar a supressão da resistência iconófila contra a reposição da iconoclastia do que a fins militares. No entanto, os editores da “Prosopografia do mundo bizantino” alegam que esta nomeação pode não ter ocorrido e o mais provável é que tenha havido uma interpretação errada das fontes primárias. Manuel continuou provavelmente servindo como estratego do Tema Anatólico sob o imperador Miguel II, o Amoriano (r. 820–829), embora isto não seja explicitamente mencionado.

### Fuga para o Califado Abássida

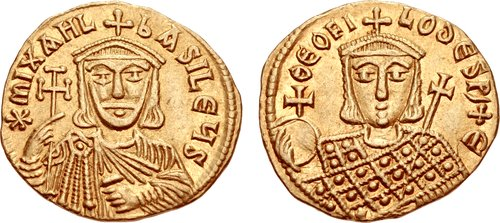
Soldo de r. e seu filho Teófilo r.

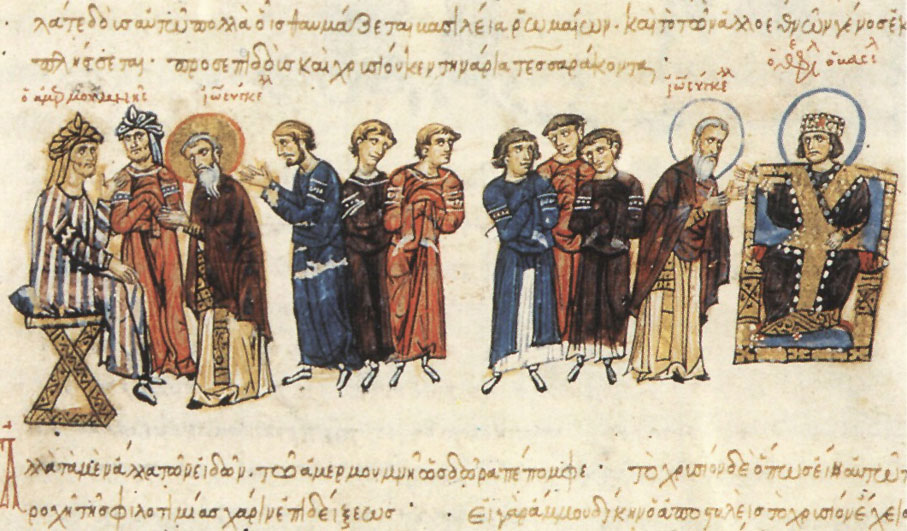
Embaixada de em 829, entre o imperador Teófilo r. e o califa Almamune r..Iluminura do Escilitzes de Madrid

Logo após a ascensão do filho e sucessor de Miguel II, Teófilo (r. 829–842), contudo, Manuel desertou para os abássidas como resultado de maquinações na corte: o logóteta do dromo (ministro das relações exteriores) Miron acusou-o de conspirar contra o novo imperador para tomar-lhe o trono. Teófilo estava hesitante em acreditar nas acusações, mas foi finalmente convencido pelo protovestiário (camareiro) Leão Chamaidracon e o sincelo João, o Gramático, da inocência do general. Manuel, contudo, não esperou pelo julgamento do imperador. Usando as carruagens a que tinha acesso pelo seu cargo imperial, cruzou a Ásia Menor apressadamente e ofereceu seus serviços ao califa Almamune (r. 813–833), na condição que não ser obrigado a se converter ao islamismo. De acordo com o historiador do século XIII Vardanes de Arevel, a alegria de Almamune com esta deserção foi tão grande que o califa deu-lhe um salário diário de 1 306 dirrãs de prata, e continuamente ofereceu presentes a Manuel. Teófilo, em troca, resolveu tentar convencê-lo a regressar e enviou João, o Gramático, a Bagdá em uma missão diplomática com o pretexto de anunciar sua ascensão ao califa. João logrou encontra-se com Manuel em privado e ofereceu-lhe o perdão do imperador, que Manuel parece ter aceitado, embora publicamente tenha permanecido fiel aos abássidas.
No verão de 830, Manuel participou de uma expedição abássida contra os rebeldes curramitas de Pabeco no Azerbaijão, ao lado de um contingente de cativos bizantinos. A campanha foi nominalmente liderada pelo próprio filho de Almamune, Alabas, mas, de acordo com Warren Treadgold, é provável que o mais experiente Manuel tenha sido o verdadeiro comandante. Após ter obtido algumas vitórias modestas o exército voltou para o sul. Manuel, que por essa altura já tinha provavelmente ganhado a confiança de seus companheiros árabes, sugeriu que ele e Alabas comandassem uma parte do exército e invadissem a Capadócia bizantina pelo do passo de Adata. Assim que chegaram ao outro lado das montanhas, ele e outros cativos bizantinos neutralizaram Alabas e sua escolta, pegaram suas armas e se puseram em fuga. Alabas e seus companheiros foram deixados para trás sem serem molestados e autorizados a retornar para território abássida.

### Doméstico das escolas

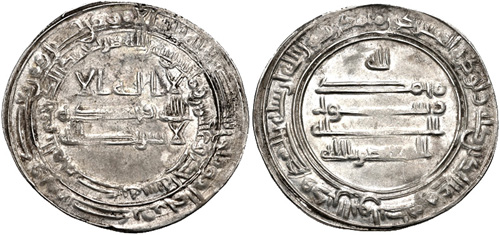
Dirrã de Almotácime r.

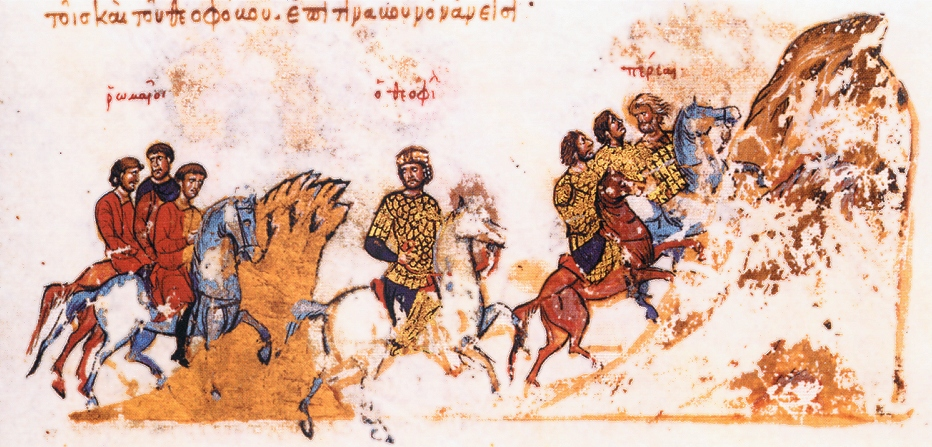
O exército bizantino e Teófilo recuam em direção uma montanha após a batalha de Anzen

O imperador Teófilo acolheu Manuel de braços abertos, e nomeou-o magistro e doméstico das escolas, comandante das tagmas, os regimentos militares de elite. Manuel permaneceu o principal general de Teófilo pelo resto de sua vida. Além disso, como tio da nova esposa de Teófilo, a imperatriz Teodora, sua posição na corte era agora inatacável, como demonstrado pelo fato que o imperador, mais tarde, ter sido padrinho dos filhos de Manuel.
Em 831, Manuel acompanhou Teófilo numa expedição contra uma invasão dos árabes cilicianos. Os bizantinos pegaram os árabes perto do forte de Carsiano e infligiram-lhes uma pesada derrota, matando 1 600 e fazendo cerca de sete mil prisioneiros. Manuel é também registrado como acompanhando Teófilo em sua grande expedição em 837 contra cidades árabes do norte da Mesopotâmia, que resultou no saque de Sozópetra e Arsamósata. Esta campanha, contudo, e as atrocidades realizadas pelos bizantinos após a queda de Sozópetra, provocaram uma campanha de retaliação em larga escala pelo califa Almotácime. Manuel acompanhou novamente o imperador como seu general sênior, junto com Teófobo, o comandante dos grandes corpos "persas", compostos de refugiados curramitas. Ele participou na desastrosa batalha de Anzen em 22 de julho de 838, onde Teófilo confrontou o exército do general Caidar ibne Cavus Alafexim.
Durante a batalha, o exército imperial ruiu e fugiu, e Teófilo e sua comitiva foram cercados pelos árabes em uma colina com cerca de dois mil "persas". Quando alguns destes alegadamente começaram a planejar entregar o imperador aos árabes, Manuel apanhou o cavalo do imperador pela rédea e o levou embora à força. Com alguns outros oficiais, ele conseguiu atravessar as linhas árabes e pôs Teófilo em segurança na aldeia vizinha de Chiliócomo. Durante a fuga, Manuel recebeu ferimentos sérios que, segundo o cronista Simeão Logóteta, provocar-lhe-iam a morte alguns dias depois, provavelmente em 27 de julho de 838. Foi enterrado em seu palácio em Constantinopla, que ficava perto da Cisterna de Áspar e que tornou-se o mosteiro nomeado em sua honra, comumente associado à mesquita dos Cafariotas.

### Possível vida após 838

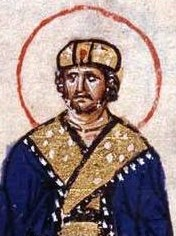
r.. Iluminura no Escilitzes de Madrid

As crônicas de Genésio e Teófanes Continuado (e depois Escilitzes e Zonaras) registram que Manuel sobreviveu a seus ferimentos, supostamente tendo sido milagrosamente curado após renunciar à iconoclastia a pedido de alguns monges. Após a morte de Teófilo, diz-se que teria sido nomeado membro do conselho de regência para o novo imperador infante Miguel III, o Ébrio (r. 842–867) junto com Teoctisto e Bardas, e que teria recusado a posição de imperador quando a população o aclamou no hipódromo. Os mesmos cronistas registram que ele desempenhou um importante papel na restauração dos ícones e que tornou-se um protomagistro antes de se desentender com Teoctisto e se aposentar. De acordo com as mesmas fontes, no final dos anos 850, salvou a vida do imperador em outra batalha em Anzen e morreu logo depois. A maioria dos estudiosos tradicionais aceitou esses registros, mas alguns historiadores modernos têm manifestado dúvida quanto à sua veracidade. O bizantinista belga Henri Grégoire foi o primeiro a salientar a sua incompatibilidade com a narrativa de Simeão Logóteta, especulando que o relato seria uma invenção posterior, possivelmente levada a cabo pelos monges do mosteiro de Manuel, que o veneraram como um santo e tentaram mitigar seu passado iconoclasta. Warren Treadgold, que considera Simeão Logóteta mais confiável, também rejeita os registros da vida de Manuel após 838.
Outros estudiosos modernos continuam a apoiar a possibilidade de que sua vida continuou depois de 838, especialmente tendo em conta a existência de um documento, datado de meados do século IX, que menciona "Manuel patrício, protoespatário imperial, magistro e bájulo do imperador", que parece confirmar tanto sua sobrevivência, ao menos nos primeiros anos do reinado de Miguel III, como seu papel particular como um membro da regência. Mesmo assim, as histórias sobre sua atividade, e em particular seu papel na restauração dos ícones e a alegada segunda batalha de Anzen (que foi claramente inspirada pelos eventos de 838), são considerados como quase certamente fictícios. Contudo, pode ser que a história de sua morte após a queda de Teófilo seja confiável, o que provavelmente a colocaria em algum momento entre 855 e 863.